# Барсуки (Жирятинский район)
Барсуки — посёлок в Жирятинском районе Брянской области, в составе Воробейнского сельского поселения. 
 Расположен в 3 км к северо-западу от села Норино. Постоянное население с 2003 года отсутствует.

## История
Основан в 1920-х гг.; до 2005 года входил в Норинский сельсовет.
| Годы      | 1979 | 1989 | 2002 | 2010 |
| --------- | ---- | ---- | ---- | ---- |
| Население | 55   | 9    | 3    | 0    |